# Piazza del Mercato (Massa)
Piazza del Mercato è una piccola piazza situata nel centro della città di Massa.

## Storia e descrizione
Un tempo la piazza era situata a ridosso delle mura che la delimitavano su di un lato, oggi è all'inizio di via Francesco Crispi che giunge sulla strada statale 1 Aurelia. Vicino alla piazza si trova il mercato coperto della città edificato negli anni Cinquanta del secolo scorso. Un tempo il luogo dove sorge il mercato era situato fuori dalle mura e atto alla coltivazione, oggi invece è inglobato nel centro cittadino.